# Самозарядний пістолет

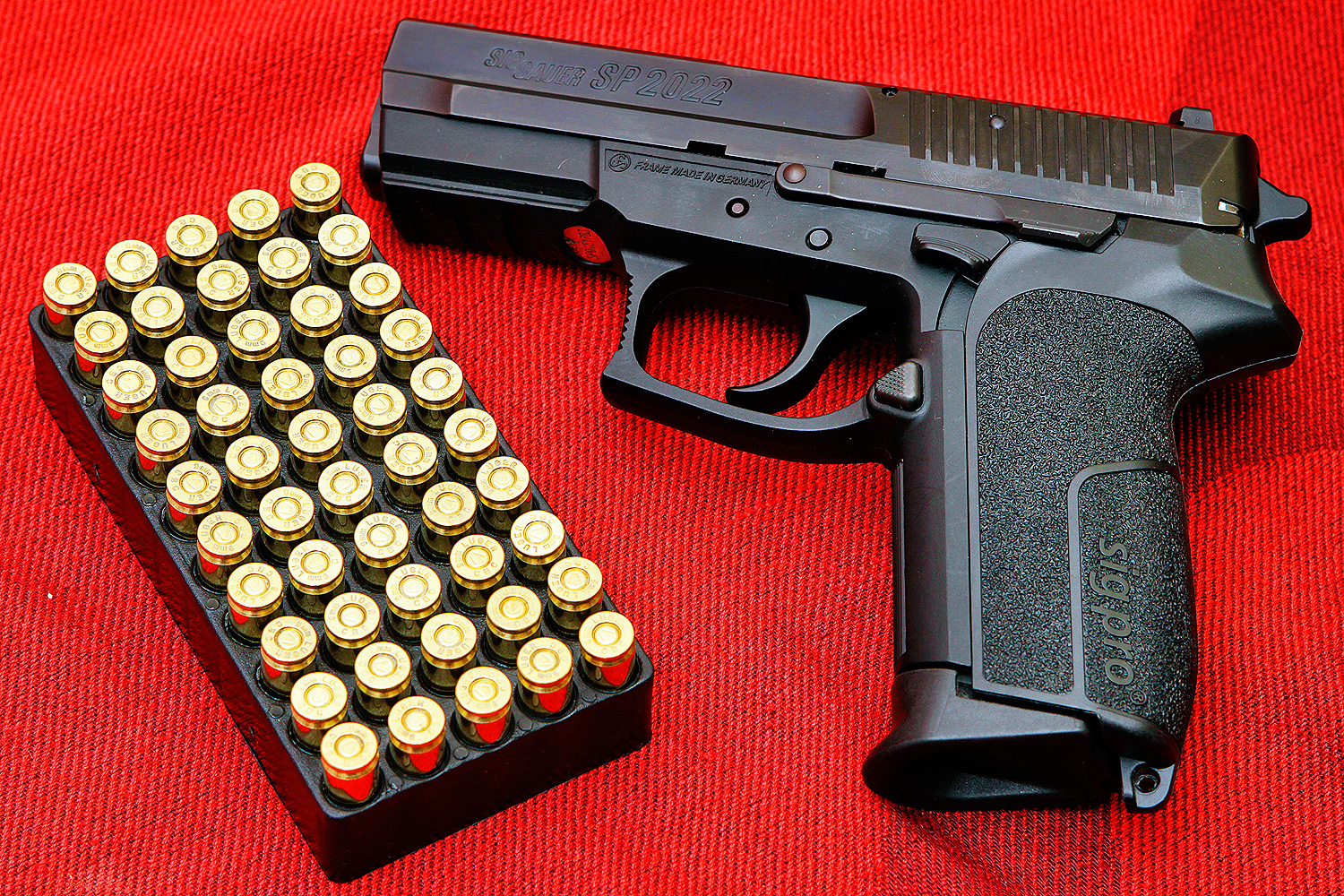
Самозарядний пістолет SIG Pro калібру 9×19 mm

Самозаря́дний пістоле́т, напівавтоматичний пістолет — різновид самозарядної зброї, пістолет, який використовує енергію пострілу для роботи механізмів, які досилають наступний набій до камори. Для кожного пострілу стрільцю необхідно натискати спусковий гачок.
Додатково можуть використовувати синоніми: напівавтоматичний пістолет, автопістолет та автозарядний пістолет.
Самозарядний пістолет використовує енергію пострілу для перезаряджання. Після пострілу, порожня гільза викидається, а новий набій подається з магазина у камору, що дозволяє здійснити наступний постріл після натискання на спусковий гачок. Більшість пістолетів працюють за рахунок віддачі ствола, але деякі мають вільний затвор або автоматику відведення порохових газів.
Більшість самозарядних пістолетів використовують змінні магазини, які необхідно вставити у руків'я перед відкриттям вогню.

## Робота автоматики
Щоб зарядити пістолет, необхідно вставити магазин і відтягнути, а потім відпустити затвор. Цю операцію називають пересмикнути затвор. Після натискання на спусковий гачок відбувається постріл, завдяки віддачі ствола пістолет автоматично екстрактує і викидає порожню гільзу, досилаючи новий набій у камору. Завдяки такому режиму роботи збільшується швидкість перезаряджання, а також є можливість мати більшу кількість набоїв, ніж у револьвері.

Схематичне зображення дії вільного затвора

Деякі сучасні самозарядні пістолети мають ударно-спусковий механізм лише подвійної дії; це значить, що достатньо дослати один набій у камору і при кожному натисканні на спусковий гачок курок зводиться і завдає удару по ударнику. Кожне натискання на спусковий гачок потребує докладання зусиль. Прикладом пістолета подвійної дії є Colt M1911. УСМ подвійної дії зазвичай застосовують у малих пістолетах, пістолетах для самозахисту та прихованого носіння, він не підходить для цільових або мисливських пістолетів. Винятком є пістолети сімейства Glock, у яких ударник напівзводиться, коли затвор повертається у переднє положення. Це дає змогу скоротити хід спускового гачка у пістолетах подвійної дії. Можна замінити спускову пружину на легшу і поєднати з легким шепталом, що дасть легке натискання на спусковий гачок, через що покращиться точність стрільби (як на моделях G34 та G35).

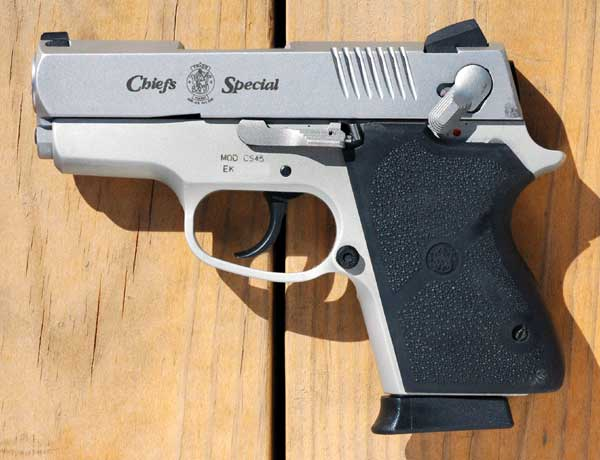
Самозарядний компактний пістолет подвійної дії Smith & Wesson .45 ACP

Стандартні сучасні моделі самозарядних пістолетів зазвичай мають подвійну дію, інколи їх називають подвійної/одинарної дії (DA/SA). У цих конструкціях ударник можна звести вручну або простим натисканням на спусковий гачок при здійсненні першого пострілу. Далі зведення відбувається автоматично за рахунок роботи автоматики. У таких пістолетах, перший постріл, без зведеного вручну ударника, потребує прикладання сили яка вдвічі більша за силу потрібну для здійснення пострілу, при зведеному вручну ударнику. Прикладом може слугувати військовий самозарядний пістолет Beretta 92F/FS. Загальною практикою користування такими пістолетами є їх перенесення зі спорядженим магазином, набоєм у каморі, пістолет зазвичай незведений з ввімкненим або вимкнутим запобіжником.
У самозарядних пістолетах одинарної дії (SA) зводиться при відтягуванні затвора назад при досиланні першого набою або, якщо набій уже в камору, курок необхідно звести рукою. Подібним пістолетом є знаменитий пістолет Colt M1911. Усі пістолети одинарної дії мають подібну функцію. Також набій можна вставити безпосередньо у камору, коли затвор стоїть на ствольному запобіжнику.

### Режими зведення курка
Зазвичай самозарядні пістолети носять зведеними та на запобіжнику, так званий «Стан 1». «Стан 1» (термін поширений полковником Джеффом Купером) значить, що магазин повністю заряджений, набій у каморі, курок зведено і запобіжник включено. Для більшості однозарядних самозарядних пістолетів ця процедура працює добре лише для правшів, оскільки прапорець запобіжника знаходиться на лівій стороні пістолета і тому пістолетом легко керувати лише правою рукою.
Багато самозарядних пістолетів одинарної дії мають так званий «запобіжний звід». Натискання на спусковий гачок не дасть зброї вистрілити, поки вона знаходиться на запобіжному зводі, а також запобігає випадковому пострілу при падінні зброї. Під час Другої світової війни на тихоокеанському театрі бойових дій, неофіційно і не підтверджено, солдати-лівші носили пістолет M1911 з повним магазином, набоєм у каморі і курком на запобіжному зводі та з вимкненим (тому що він був розрахований лише на правшів) запобіжником (або у режимі «готовий до стрільби»).
Основною перевагою такого режиму була відсутність клацання при зведенні затвора. Другою перевагою було запобігання випадковим пострілам при падінні зброї. Запобіжний звід було переглянуто Кольтом у 1970-х, а згодом і іншими виробниками — тепер при натисканні на спусковий гачок ударник знімався із запобіжного зводу.
Загалом самозарядні пістолети одинарної дії не можна носити незведеними з вимкненим запобіжником, хоча багато нових пістолетів мають змінені механізми, які дозволяють курку діяти на ударник лише після натискання на спусковий гачок. Багато пістолетів мають запобіжники з обох боків, для зручного користування як правшів, так і лівшів.
Існують різні конструкції самозарядних пістолетів, в тому числі з заряджанням магазина знімними обоймами та з незнімними магазинами. Зазвичай такі конструкції зараз не використовуються. Пістолет Mauser C96 спочатку мав фіксований, незнімний магазин розташований спереду спускового гачка, який можна було зарядити лише згори при відкритому затворі за допомогою знімної обойми.
Самозарядні пістолети мають одну камору, яка постійно знаходиться вирівняною лінійно відносно ствола. Проте, револьвери подвійної дії, які також можуть вести вогонь у напівавтоматичному режимі, стріляють кожного разу з іншої камори, яка обертається і вирівнюється лінійно відносно ствола.

## Термінологія
Назви «автоматична», «напівавтоматична», «самозарядна зброя» тощо, нерідко викликають плутанину у технічному використанні у різних країнах. Наприклад, термін «автоматичний пістолет» технічно стосується самострільних пістолетів, тобто пістолетів, які можуть вести вогонь чергами при одноразовому натисканні на спусковий гачок, а в США термін automatic pistol використовується як синонім самозарядних (напівавтоматичних) пістолетів (в інших англомовних країнах відомих як semi-automatic pistol). Стосовно пістолетів, терміни «автоматичний пістолет», «напівавтоматичний пістолет» або «самозарядний пістолет», зазвичай використовують до напівавтоматичних, самозарядних пістолетів зі змінними магазинами, які можуть зробити один постріл при кожному натисканні спускового гачка. Термін «пістолет» може бути застосовано до ручної зброї загалом або для того, щоб відрізняти (самозарядні) пістолети від револьверів.

## Технологія

Схема пістолета FN Model 1903: 1 — напрямна втулка, 2 — ствол, 3 — канал ствола, 4 — ствольна коробка, 5 — затвор, 6 — ударник, 7 — курок, 8 — шептало, 9 — пружина ударника, 10 — наконечник поворотної пружини, 11 — поворотна пружина, 12 — ударно-спусковий механізм, 13 — подавач магазина.

Самозарядний пістолет автоматично заряджає новий набій у камору після кожного пострілу без втручання стрільця. У самозарядних пістолетах ця операція зазвичай відбувається за рахунок віддачі ствола. У автоматичних пістолетах це відбувається за рахунок вільного затвора, або, рідше, за рахунок відведенні порохових газів. Пістолет Desert Eagle є рідкісним екземпляром самозарядного пістолета, який використовує відведення порохових газів замість віддачі з коротким ходом ствола.
Револьвери, з барабаном і одним стволом, та деринджери, які мають декілька камор і стволів, також можуть зробити один постріл за одне натискання спускового гачка, але роблять це іншим шляхом і тому не можуть бути віднесені до самозарядних.
Самозарядний пістолет робить один постріл при кожному натисканні спускового гачка, на відміну від автоматичних пістолетів, які продовжують вести вести вогонь, поки натиснуто на спусковий гачок і поки в магазині є набої. Німецький Mauser M712 Schnellfeuer, модифікований пістолет Mauser C96, є відомим прикладом справжнього автоматичного пістолета.
Хоча обидва типи пістолетів працюють за однаковими принципами, автоматична зброя повинна бути більш міцною через високу температуру та навантаження, які викликає швидка стрільба. Пістолети з перемикачем вогню дозволяють вести як автоматичний, так і самозарядний вогонь за допомогою перемикача, і зазвичай мають режим «черги», зазвичай це черга на три набої. Зазвичай такі пістолети використовують спеціальні правоохоронні загони і охоронні підрозділи, такі як команда SWAT, загони з визволення заручників, антитерористичні підрозділи або урядові охоронці. У США зброя з перемикачем вогню не доступна для продажу цивільним, якщо вони не мешкають у штаті, де такий продаж регулюється законами National Firearms Act або Title II.

## Дія: вільний затвор проти закритого
Самозарядні пістолети можна поділити на пістолети з «вільним» і «закритим затвором». Вільний затвор підходить для малих пістолетів, під не потужні набої, наприклад .32 ACP та .380 ACP, де опору пружини віддачі і ваги затвора достатньої для затримки затвора на місці до того часу, поки куля залишить ствол і тиск впаде до безпечного рівня. Для більш потужних калібрів, наприклад 9 мм Parabellum (9 мм) та .45 ACP, потрібен закрити затвор для уповільнення відкриття затвора, тому вони потребують важкий затвор і тугу пружину для сповільнення роботи автоматики. Існує декілька конструкцій під потужний набій з вільним затвором; іспанський пістолет Astra 400 калібру 9 мм Largo і схожий Astra 600 калібру 9 мм Parabellum. Американський виробник Hi-Point також випускав лінійку пістолетів з вільним затвором під різні калібри, навіть під калібри 9 мм та .45 ACP. Практично всі службові пістолети мають закритий затвор.

## Історія
Після демонстрації Гайремом Максимом у 1883 році кулемета, який працював за рахунок віддачі ствола, деякі зброярі, в тому числі і сам Максим, замислилися над використанням цього принципу у ручній зброї. Розробки Максима у галузі ручної зброї з використанням принципу віддачі ніколи не були побудовані. У 1880-х інші конструктори також працювали над створенням самозарядної зброї. У 1892 було створено перший самозарядний пістолет — Schönberger-Laumann. Першою моделлю, яка досягла комерційного успіху, став пістолет Гуґо Борхардта C-93, розроблений у 1893 і представлений публіці у 1894. Механізм пістолета C-93, був оснований на більшості розробок Максима у принципах закритого затвора. C-93 мав хитрий механізм замикання, створений на основі людського колінного суглоба, де механічні поєднання мають назву «коліна» або нім. Kniegelenk, досл. «колінчасті з'єднання».
Механізми C-93 були надійними, але сам він виявився великим і громіздким, тому не отримав широкого визнання. Оснащений знімним плечовим упором пістолет C-93 міг бути використаний як малий карабін. Борхардт також випускав набої 7,65×25 мм Borchardt.
У 1896 Пауль Маузер представив першу модель найбільш відомого самозарядного пістолета «Маузер» — C96. Це був перший серійний пістолет, який мав великий попит на цивільному ринку, був споряджений магазинами на 10 або 20 набоїв.
Використовуючи схожий, але більш потужний, плошкоподібний набій 7,63 мм від пістолета Борхардт C-93, пістолет Маузера став першим самозарядним пістолетом, який широко використовували у бою, зокрема під час Другої англо-бурської війни (1899—1902). Ці пістолети були розроблені під набій 7,63 мм Mauser або 9×25 мм Mauser, деякі моделі були зроблені під набій 9 мм Parabellum і зовсім невелика кількість під набій .45 ACP для Китаю.
У 1898 було розроблено самозарядний пістолет Schwarzlose модель 1898 прусським конструктором Андреасом Вільгельмом Шварцлозе. Він був створений під набій 7,65×25 мм Mauser. Він міг також стріляти менш потужним набоєм Борхардта. Конструкція Шварцлозе випереджала час, але не отримала поширення. Всього було випущено 1 000 пістолетів. Мала партія була продана бурам і була використана під час англо-бурської війни. Інша партія була продана Російській соціал-демократичній партії, яка планувала повстання, але була конфіскована на кордоні Росії і була передана російським прикордонникам.
У Бельгії у 1896 американський конструктор Джон Браунінг створив першу модель самозарядного пістолета. Його пістолети в Європі випускала Fabrique Nationale (FN) і пізніше у США компанія Кольт. Як і розробки Люгера у Німеччині, успішна конструкція пістолета Браунінга була під набій калібру 7,65 мм, Browning M1900. Браунінг розробив дещо інший набій 7,65 мм Browning (.32 Auto) для свого самозарядного пістолета, який відрізнявся від  набою Люгера 7,65 мм Parabellum. Браунінг також розробив набої .25, .38, .380 та .45 ACP на додачу до набою .32 ACP для своїх самозарядних пістолетів.
Також Браунінг створив закритий затвор, який зараз використовують майже на всіх самозарядних пістолетах великого калібру. Спочатку він був створений для пістолета Кольт .45 ACP M1911, який був прийнятий армією США як табельна зброя у 1911. Модель 1911 активно використовується деякими підрозділами спеціального призначення США та Корпусом Морської піхоти.
Браунінг також був співавтором пістолета FN Browning Hi-Power, який було анонсовано у 1922 і над яким він працював до своєї смерті у 1926. Він був під набій 9 мм Luger з магазином на 13 набоїв (плюс один у каморі). Пістолет Savage 1907 під набій .32 ACP мав магазин з шаховим розташуванням 10 набоїв, який передував патентам Браунінга на пістолет під набій 9 мм на 18 років, тому що пістолет Savage було запатентовано у 1905. 
Наступною видатною конструкцією став пістолет під калібр 7,65 мм Luger створений Георгом Люгером, який хоча і мав добру роботу механізмів, але мав погану зупиняючу дію. У 1902 представив наступний, і дуже схожий на майбутній P08, пістолет під набій 9 мм Parabellum у якому було вирішено проблему з поганою зупиняючою дією і який мав вдосконалений колінно-важільний механізм Борхардта. На відміну від механізму Браунінга (так звана «сережка Браунінга»), ствол у конструкції Борхардта був нерухомий при пострілі, що теоретично покращувало точність. Пістолет Люгера P08 було прийнято на озброєння німецькими військовими і він став основною зброєю під час Першої світової війни. Під час Другої світової війни, Німеччина стала першою країною, яка прийняла на озброєння самозарядний пістолет подвійної дії, Walther P38, який можна було носити зарядженим (з набоєм у каморі) і готовим до відкриття вогню без ризику випадкового пострілу при падінні. P38 використовував набій Люгера 9 мм Parabellum.
Під час Другої світової війни, револьвери ще випускалися різними великими державами, але їх використання скорочувалося. Хоча британська фірмі Webley & Scott розробила кілька самозарядних пістолетів, один з яких був прийнятий британською поліцією в 1911 році, а також Королівським військово-морським флотом і Королівською морською піхотою до Першої світової війни, як правило, револьверам віддавали перевагу найбільша кількість британських військових. У Радянському Союзі під час війни пістолети ТТ прийшли на заміну револьверам Наган М1895. У США пістолет M1911A1 став табельним пістолетом. Компанії Кольт та Smith & Wesson виробляли пістолети під набій .45 ACP, який використовували у пістолеті M1911A1, тому що була велика потреба у великій кількості ручної зброї під загальний набій.
Після Другої світової війни прийняли на озброєння пістолети під набій 9 мм Parabellum використовуючи конструкцію закритого затвора Браунінга. Найбільш популярним був пістолет FN Browning Hi-Power, який став першим пістолет з великим магазином; іншою популярною моделлю став пістолет Walther P38 через чудову систему запобіжників. Станом на 2011 року табельною зброєю армії США є один з варіантів пістолета Beretta 92F/FS.

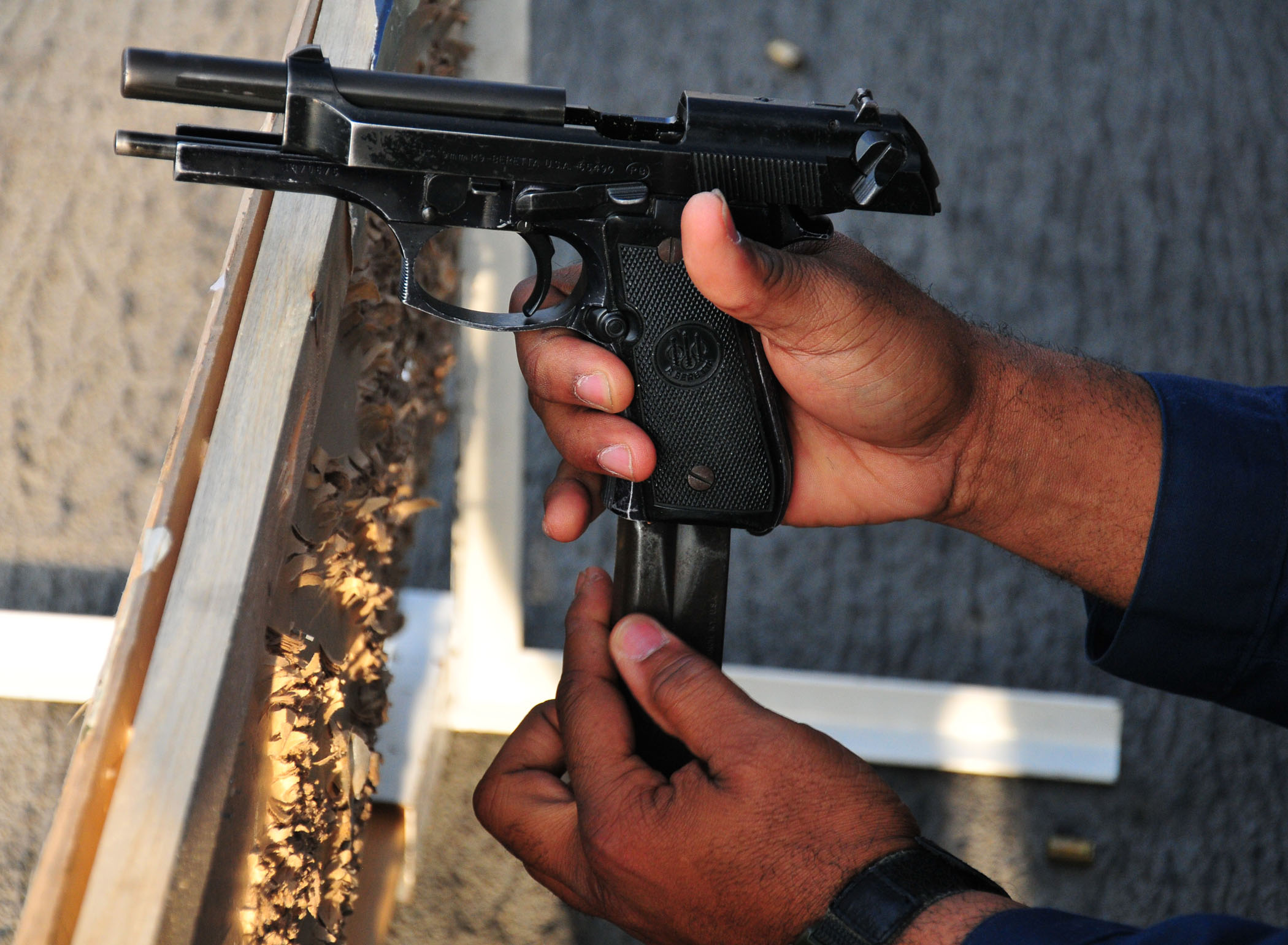
Військовий пістолет M9; варіант пістолета Beretta 92FS

У 1971 Smith & Wesson представили безпечний пістолет подвійної дії, з великим магазином, Model 59. CZ випустила свій пістолет CZ 75 у 1975. Beretta представила пістолет Beretta 92 у 1975. Glock представила новаторський Glock 17 у 1982, а компанія SIG Sauer представила модель P226 у 1983. Walther представив свій пістолет P88 у 1988. На початку 1990-х Heckler & Koch створили один з найкращих самозарядних пістолетів — HK USP. У 1995 році Kel-Tec представила свій перший компактний пістолет під набій 9 мм, Kel-Tec P11, створений для прихованого носіння. У 1999 Kel-Tec представили свій .32 ACP P-32 для прихованого носіння.
Після Другої світової війни, майже повсюдно спостерігається тенденція до створення самозарядних пістолетів для заміни револьверів у військових цілях, хоча перехід був більш повільним в поліції і цивільному використанні. Станом на 2011 рік, револьвери в основному використовуються в тих юрисдикціях, які дозволяють використовувати їх для цивільної самооборони, полювання і цільової стрільби. Самозарядні пістолети на сьогодні є найпопулярнішою зброєю для прихованого носіння цивільними особами, а також основною зброєю для поліції і військових.